# Fusillade Gorp en Roovert, Goirle

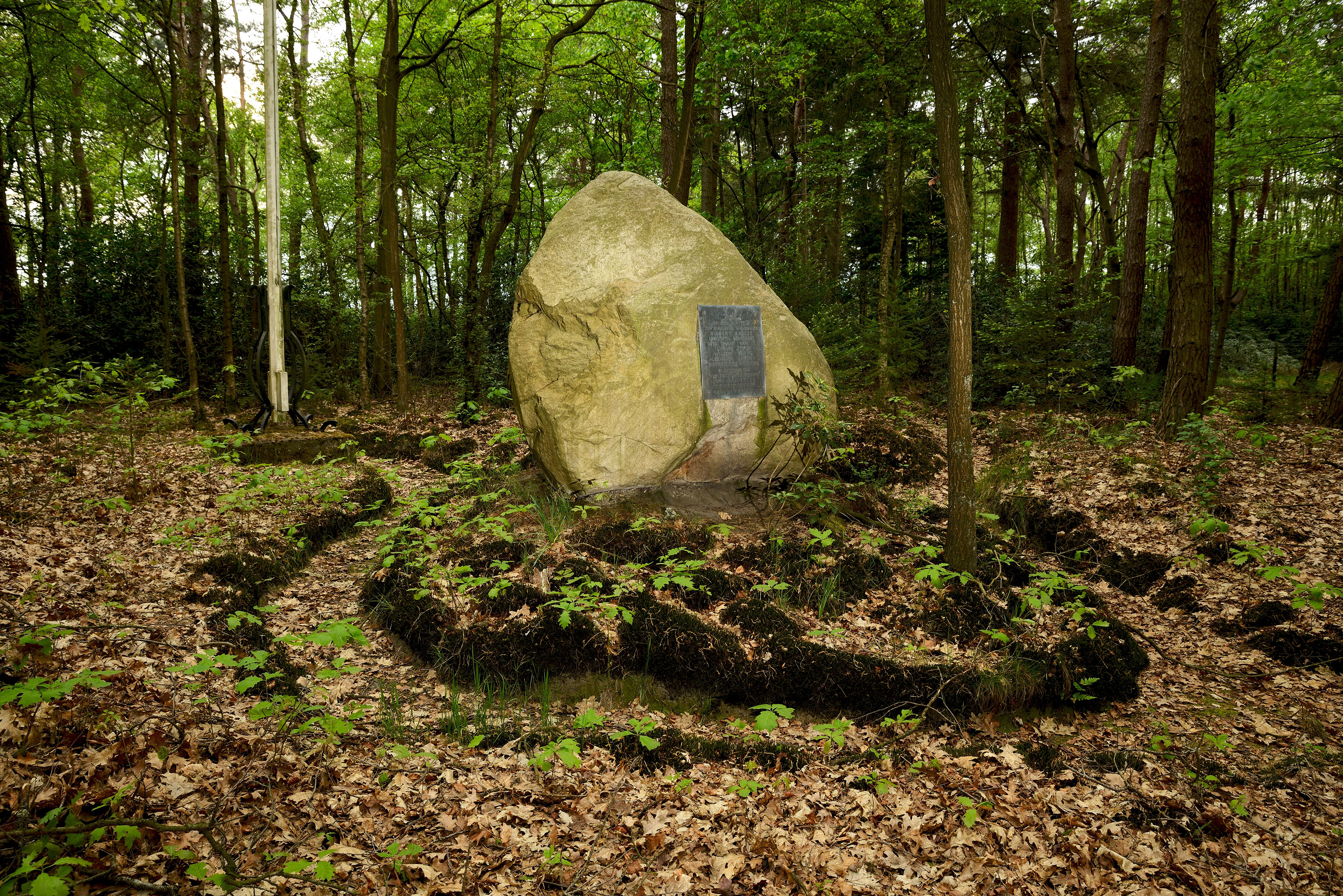
Gedenkmonument op landgoed Gorp en Roovert.

De Fusillade Gorp en Roovert, Goirle, was de eerste fusillade op prominente Nederlanders als Todeskandidaten en vond op 15 augustus 1942 plaats als vergeldingsmaatregel door de Duitse bezetter.

## Aanleiding en gevolg
Door de Nederlandsche Volksmilitie, een Nederlandse sabotagegroep die uit communisten en Joden bestond, werd het plan beraamd een aanslag te plegen op een Duitse trein, die met verlofgangers naar Duitsland zou rijden. De aanlag moest plaatsvinden op het luchtspoor boven de Binnenrotte in Rotterdam. Op diverse plekken werden springladingen langs de spoorbaan aangebracht. Een spoorwegbeambte, die op 7 augustus 1942 vlak voor het geplande tijdstip van de aanslag van 6.36 uur op het pad naast de spoorbaan fietste, bemerkte een zwart kastje en er naartoe leidende koperdraden op. Echter toen zijn voorwiel over de draden reed, maakten die contact en volgde een zware ontploffing, waarbij de spoorwegbeambte zwaar gewond raakte. De rest van de springladingen ging niet af. Een collega van de man wist de vanaf het Centraal Station vertrokken trein tijdig te laten stoppen. De Sicherheitsdienst (SD) concludeerde na onderzoek, dat het leed niet te overzien zou zijn geweest als de aanslag zou zijn gelukt.
Hierop volgde een 'uitnodiging' van de Wehrmachtsbefehlhaber, General der Flieger Christiansen, de daders zich te melden. Toen niemand zich binnen de gestelde termijn vóór 14 augustus zich meldde, besloot Rijkscommissaris Seyss-Inquart tot een vergeldingsmaatregel en gaf het hoofd van de SD, Hanns Albin Rauter, opdracht tot een selectie te komen uit de Todeskandidaten. Gevolg was, dat er vijf van hen werden geselecteerd, vier afkomstig uit het Kamp Sint-Michielsgestel en één werd geselecteerd uit de lijst met reserve-Todeskandidaten en van huis opgehaald. Drie van hen hadden een binding met Rotterdam en twee zouden een (veronderstelde) sterke band met het Koninklijk Huis hebben.

## De executie
In de landelijke ochtendbladen van 15 augustus plaatste de Höhere SS und Polizeiführer Nord West (Rauter) de mededeling: 
"Aangezien ondanks de uiterst dringende uitnoodiging van den Wehrmachtsbefehlhaber General der Flieger Christiansen de daders van den springstofaanslag in Rotterdam te laf zijn geweest om zich aan te melden, zijn de volgende gijzelaars aangepakt en hedenmorgen doodgeschoten:
  
1) Willem Ruys, directeur-generaal, Rotterdam.

2) Graaf E.O.G. van Limburg Stirum, Arnhem.

3) Mr. Robert Baelde, Rotterdam.

4) Cristoffel Bennekers, vroeger hoofdinspecteur van politie, Rotterdam.

5) Baron Alexander Schimmelpennink van der Oye, Noordgouwe, Zeeland."
Hierbij werd in de mededeling niet de moeite genomen de namen correct weer te geven.
Het ging om de slachtoffers van de executie:
- Willem Ruijs (directeur-generaal van de Rotterdamsche Lloyd, Rotterdam), Todeskandidat;
- Otto Ernst Gelder graaf van Limburg Stirum (rechter en officier van justitie, Velp),[1], Todeskandidat;
- mr. Robert Baelde (maatschappelijk werker en secretaris Nederlandsche Unie, Rotterdam), Todeskandidat;
- Christoffel Bennekers (oud-hoofdinspecteur van politie, Rotterdam), Todeskandidat;
- Alexander baron Schimmelpenninck van der Oye (landeigenaar, Noordgouwe, Zeeland), reserve-Todeskandidat.

Zij werden op 15 augustus vroeg in de ochtend in colonne van twee luxe auto’s en vijf vrachtauto’s in een van de vrachtauto’s om onduidelijke redenen ver vanaf Sint-Michelsgestel naar de bossen in de gemeente Goirle weggevoerd. Daar vond de standrechtelijke executie plaats op het landgoed Gorp en Roovert en werden de stoffelijke overschotten, samen met vijf palen die bij de executie waren gebruikt om de slachtoffers tegenaan op te stellen, in een door de soldaten gegraven kuil geworpen. De kuil werd met de uitgegraven grond gedicht en gecamoufleerd met dennennaalden en mos. De familieleden werden op de hoogte van de executie zonder de vermelding waar dit was gebeurd, en de persoonlijke bezittingen werden aan hen afgegeven.

## Getuigen
Getuigen van deze executie waren twee personen: Frans van Rooyen, destijds kelner in hotel "Victoria" in Tilburg, die uit gesprekken van bij hem ingekwartierde Duitse militairen over de executie de namen Ruys en Schimmelpenninck van der Oye opving, en de ooggetuige Marinus van Heerebeek, jachtopziener en onbezoldigd rijksveldwachter die de executie van nabij zag gebeuren en hiervan melding maakte bij zijn chef, die een geheime benzineopslagplaats vlak bij de executieplaats beheerde. Doordat bewaking plaatsvond, was vrijwel onmogelijk tijdens de bezetting waarnemingen te doen. Dit kon pas na de oorlog gebeuren, nadat Goirle op 27 oktober 1944 bevrijd was, en aangifte bij de autoriteiten kon worden gedaan. In juni 1945 werd onderzoek gedaan en geconcludeerd dat het hier een massagraf betrof. De stoffelijke overschotten werden opgegraven en na identificatie herbegraven. De stoffelijke overschotten van Otto Ernst Gelder graaf van Limburg Stirum en Alexander baron Schimmelpenninck van der Oye werden op de executieplaats herbegraven. Twee grafzerken bedekken de graven.

## Monument
Op de plaats van de executie werd op 15 augustus 1945 een monument opgericht, dat bestond uit de vijf door kogels doorzeefde houten executiepalen en een provisorisch monument opgericht. In 1950 zijn de palen overgebracht naar het museum van de Heemkundige Kring in Goirle, maar later gebruikt voor het huidig monument, dat bestaat uit een rotsblok met plaquette met de namen van de geëxecuteerden, de vijf executiepalen en twee grafzerken met gezamenlijk opschrift: Hun Koningin Getrouwe. Ieder jaar vindt op 15 augustus een herdenking plaats op de plaats van de executie. 